# Phaegorista bisignibasis
Phaegorista bisignibasis is een vlinder uit de familie spinneruilen (Erebidae). De wetenschappelijke naam is voor het eerst geldig gepubliceerd in 1918 door Prout.
De soort komt voor in tropisch Afrika.